# جيك درير
جيك درير (بالإنجليزية: Jake Dreyer)‏ هو عازف قيثارة وموسيقي أمريكي، ولد في 2 مايو 1992 في بنما سيتي بيتش في الولايات المتحدة.